# Espacio
「espacio」（エスパシオ）は、Ceuiの楽曲。Ceuiが作詞、小高光太郎とCeuiが作曲を手掛けた。Ceuiの5枚目のシングルとして2009年5月13日にLantisから発売された。

## 概要
テレビアニメ『宇宙をかける少女』のエンディングテーマを収録している。ジャケットには獅子堂秋葉、獅子堂妹子と神凪いつき、河合ほのかがプリントされている。

## 収録曲
（全作詞：Ceui、作曲：小高光太郎・Ceui、編曲：小高光太郎）
1. espacio [4:41]
2. ユリシス [4:58]
3. espacio（off vocal）
4. ユリシス（off vocal）